# André Lamoglia
André Lamoglia Agra Gomes (Rio de Janeiro, 4 agosto 1997) è un attore brasiliano.

## Biografia
Ha raggiunto la fama grazie a tre ruoli: quello di Rafael Santos Moreira nella serie televisiva brasiliana Juacas - I ragazzi del surf, quello di Luan in Bia, e quello di Iván Carvalho in Élite

## Filmografia

### Televisione
- 1 Contra Todos – serie TV, episodio 2x04 (2017)
- Juacas - I ragazzi del surf (Juacas) – serie TV, 52 episodi (2017-2019)
- Bia – telenovela, 60 episodi (2020)
- Bia: Un mundo al revés – film TV, regia di Jorge Bechara (2021)
- Élite – serie TV, 32 episodi (2022-2024)
- Blood & Water – serie TV, 3 episodi (2024)

### Video musicali
- Inolvidable di Giulia Be

## Discografia

### Colonne sonore
- 2020 – Grita

## Doppiatori italiani
Nelle versioni in italiano delle opere in cui ha recitato, André Lamoglia è stato doppiato da:
- Federico Campaiola in Bia, Bia: Un mundo al revés, Élite
- Paolo Carenzo in Juacas - I ragazzi del surf
- Matteo Liofredi in Blood & Water